# Sac en papier

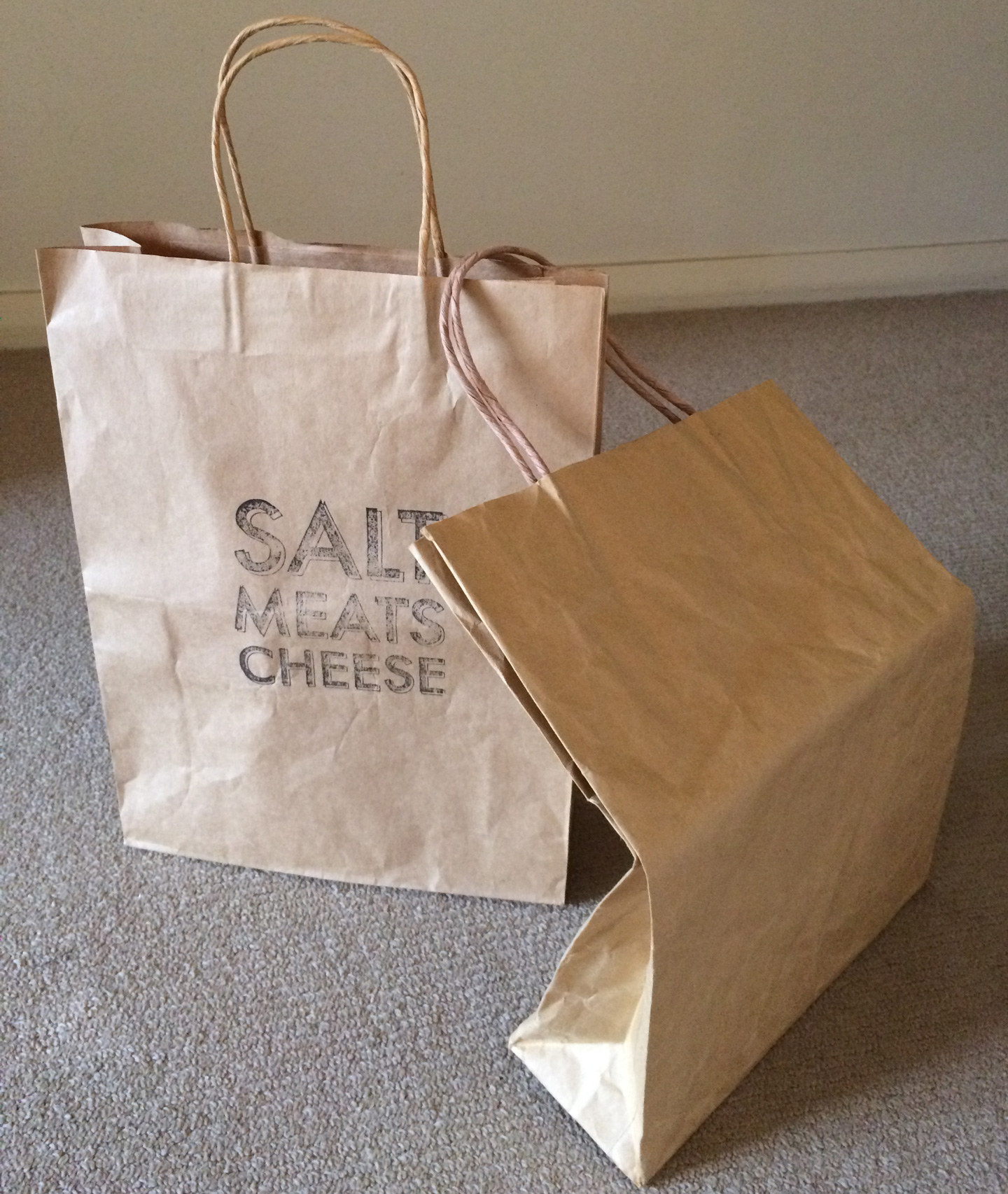
Sac papier brun, recyclable et réutilisable.(Souvent fabriqué de papier kraft).

Un sac en papier est un contenant fabriqué en papier blanc ou brun, habituellement ouvert sur un des côtés. Il peut être constitué d'une ou plusieurs couches de papier ou d'autres matériaux souples. Cet emballage est utilisé pour le stockage, le transport ou la promotion.
Un sac papier est confectionné selon plusieurs procédés. Une fabrication automatique permet la conception de sacs en papier bon marché. Une fabrication manuelle est utilisée pour fabriquer les sacs en papier haut de gamme. Selon le procédé de fabrication, le sac en papier peut avoir différentes poignées: torsadées, plates, découpées, en coton, en satin, en polypropylène ou même en similicuir. Les sacs papier sans poignées sont appelés les sacs SOS.
|  |

Les sacs en papier sont neutres ou imprimés. En fonction du procédé de fabrication, les sacs seront imprimés en flexographie, en offset, en transfert, voire en sérigraphie.

## Sac en papier à confection automatique

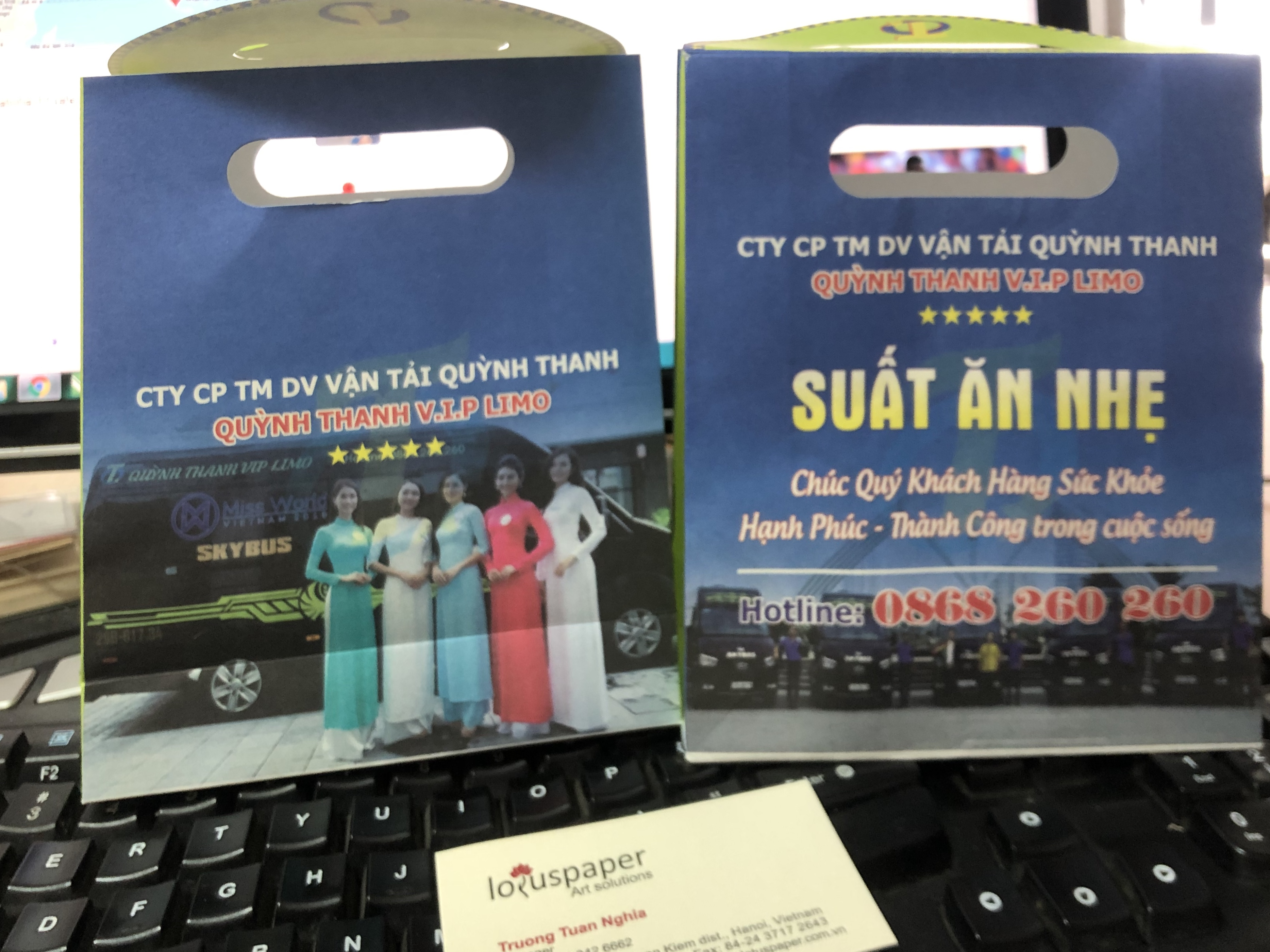
Autres exemples de sacs en papier

Le sac en papier à confection automatique est conçu avec du papier kraft léger (généralement compris entre 80 g et 120 g). Le procédé d'impression est la flexographie. Ce modèle de sac est conçu entièrement à la machine. Un opérateur est uniquement nécessaire pour la mise en place des clichés et la configuration de la machine d'impression. L'opérateur transporte ensuite les bobines de papier imprimées de l'imprimante flexographie à la machine de confection automatique.
Les poignées des sacs en papier à confection automatique sont des poignées plates en papier, des poignées torsadées en papier ou des poignées en coton.

## Sac en papier à confection manuelle
Le sac en papier à confection manuelle est imprimé selon un procédé offset. Le papier utilisé, plus qualitatif que le papier utilisé pour les sacs à finition automatique, est généralement compris entre 150gr et 250gr.
Contrairement au sac automatique, ce sac en papier est plus luxueux, car fini minutieusement à la main, quelle que soit la région dans laquelle il est produit.
Les sacs papiers de luxe personnalisés se retrouvent essentiellement dans les boutiques de prêt à porter, chez les marques ou dans les entreprises, à des fins corporates ou de communication.
Les poignées les plus couramment utilisées sont composées de cotton, de polypropylène, de soie ou de PVC.

## Couche unique

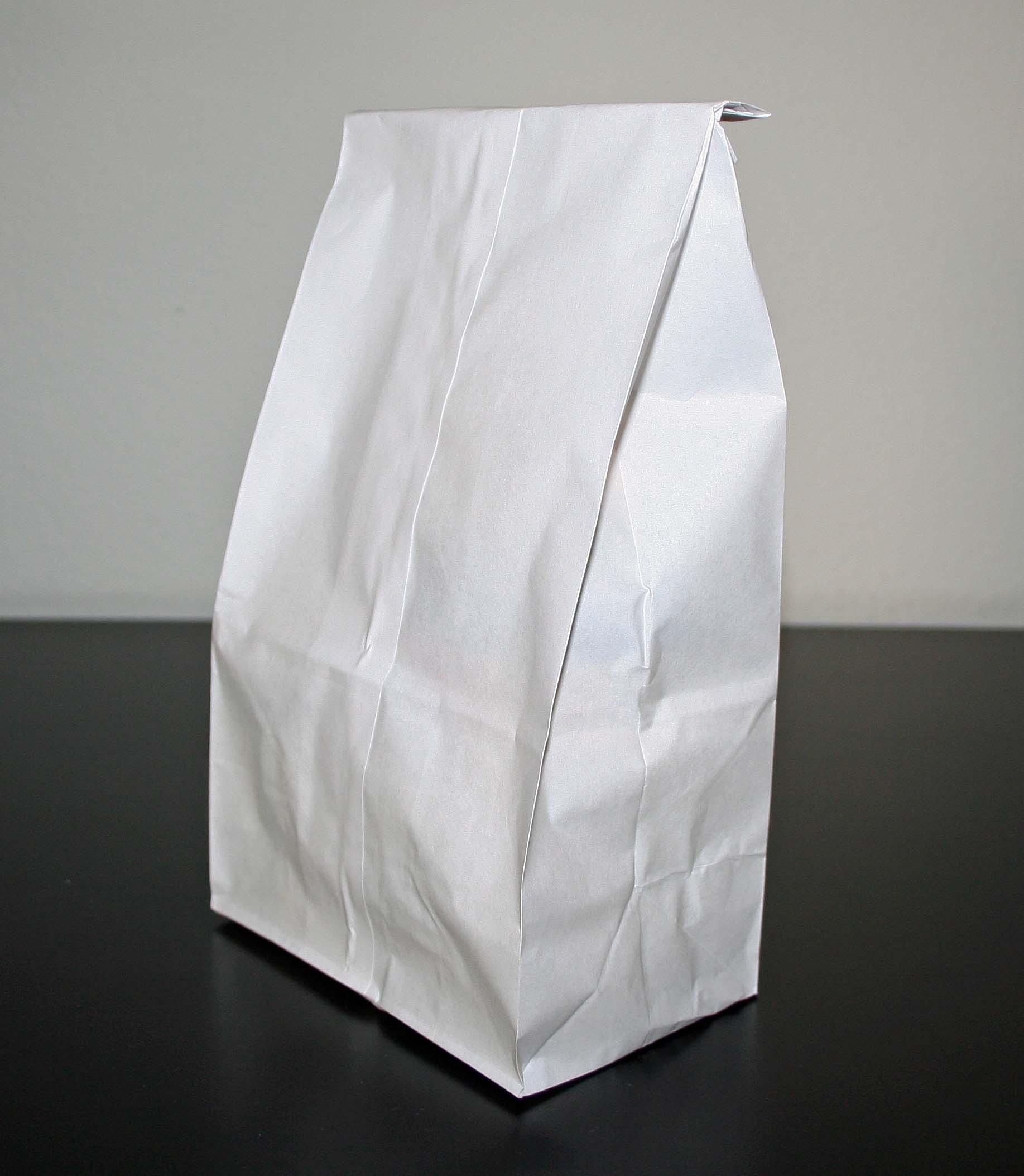
Sac en papier

Les sacs à provisions en papier, les sacs en papier marron, les sacs à papier à pain, les sacs en papier à légumes n'ont qu'une seule couche de papier. De nombreuses formes sont utilisées pour ces sacs. Beaucoup ont d'imprimés sur un des côtés le nom de la marque ou du magasin.

## Couches multiples

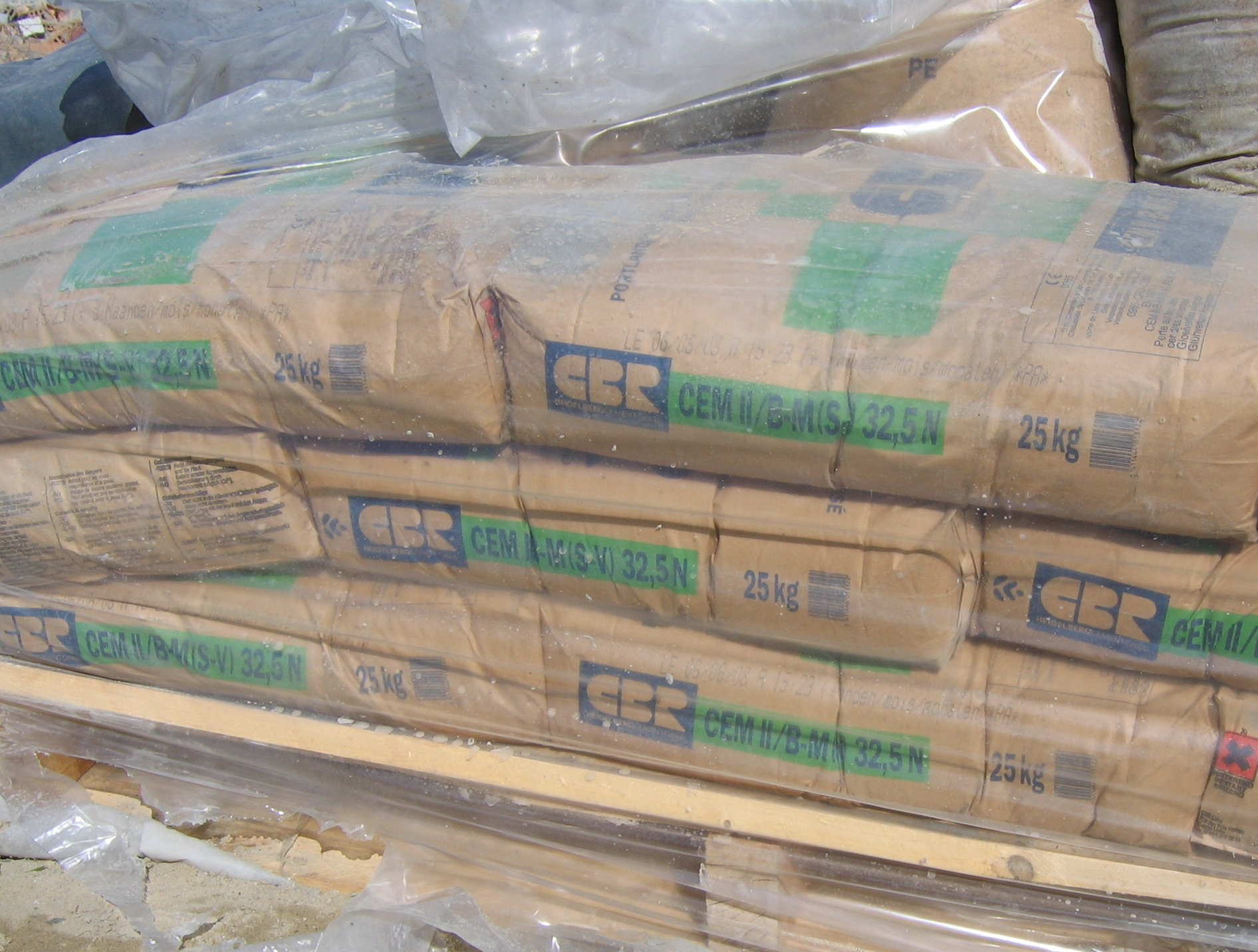
Sacs en papier contenant du ciment.

Les sacs composés de plusieurs couches de papier sont utilisés pour stocker des matériaux lourds tels que du ciment, de l'engrais, de la nourriture pour animaux, du sable ou de la farine par exemple. Certains de ces sacs ont une couche externe en polyéthylène pour les imperméabiliser.

## Recyclage

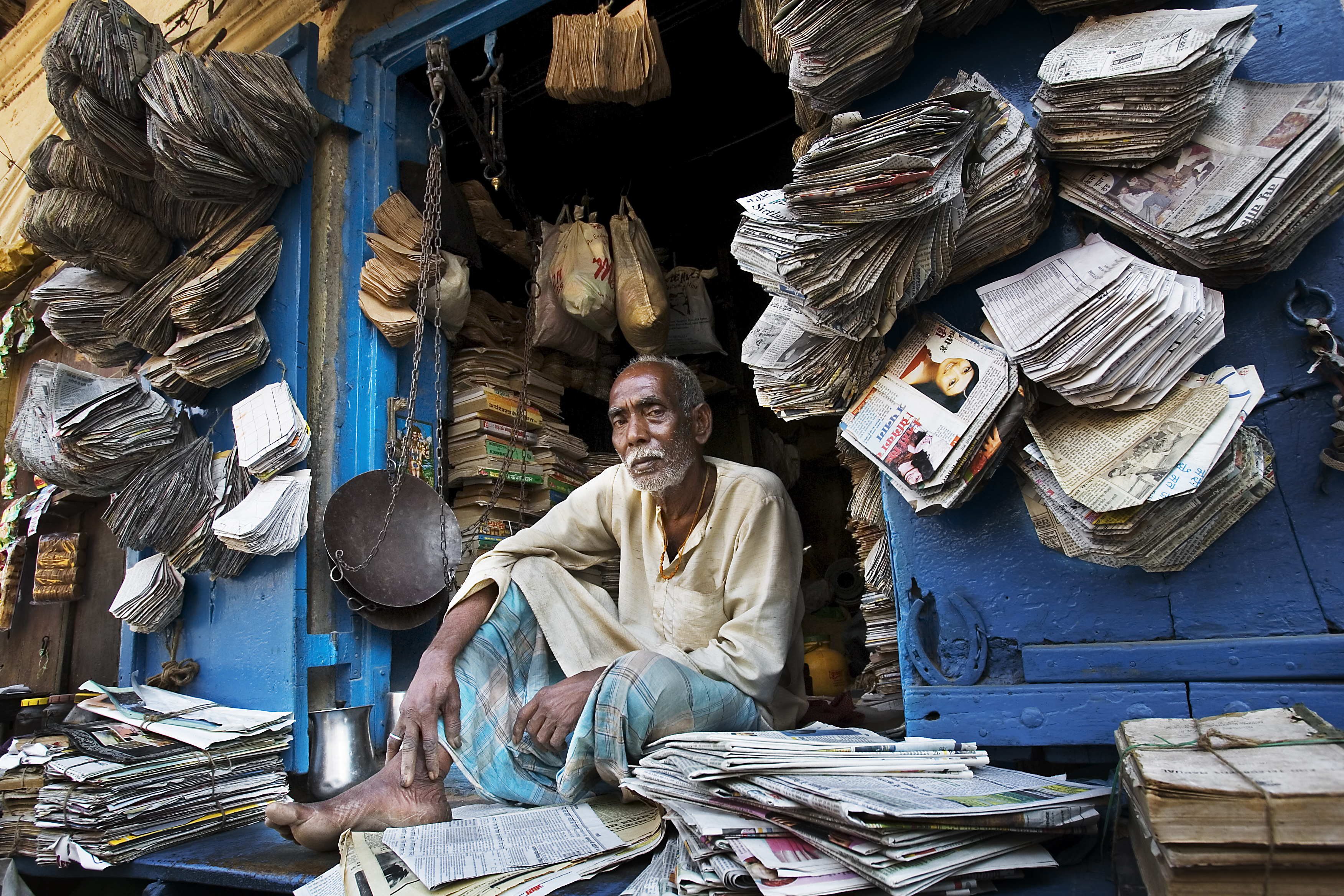
Fabricant et marchand de sacs en papier recyclé de Varanasi, dans l'État indien de l'Uttar Pradesh.

Les sacs en papier sont facilement recyclables, contrairement aux sacs en plastique qui posent plus de problèmes.

## Histoire
Margaret E. Knight (1838-1914) invente une machine pour fabriquer des sacs en papier. Elle fonde l’Eastern Paper Bag Company en 1870.
Le 20 février 1872 Luther Crowell brevète également une machine à fabriquer des sacs en papier.
En Suisse romande, le sac en papier pour faire ses courses est appelé « cornet » (helvétisme).